# Камерер, Колин
Колин Фаррелл Камерер (англ. Colin Farrell Camerer; 4 декабря 1959) — американский экономист, профессор поведенческой экономики и финансов в Калифорнийском технологическом институте (Caltech).

## Биография
Бывший вундеркинд, Камерер получил степень бакалавра в количественных исследованиях Университета Джонса Хопкинса в 1977 году (в возрасте 17 лет). Степени магистра делового администрирования в области финансов (1979) и доктора философии в поведенческой теории принятия решений (1981, в возрасте 21 года) получил в Чикагском университете. Диссертацию под названием «Валидность и полезность экспертной оценки» написал под руководством Гилеля Эйнхорна и Робина Хогарта. Камерер работал в Kellogg School of Management, Уортонской школе бизнеса и школе бизнеса Чикагского университета, прежде чем перейти в Калифорнийский технологический институт в 1994 году.

## Исследования
Исследования Камерера находится на границе между когнитивной психологией и экономикой. Эта работа направлена на более глубокое понимание психологических и нейробиологических основ и принятия решений с целью определения достоверности моделей экономического поведения человека. Его исследования используют в основном экономические эксперименты, иногда и полевые исследования, чтобы понять, как ведут себя люди при принятии решений (например, рискованные авантюры за деньги), в играх и на рынках (например при спекуляциях и экономических пузырях).
Он выступил от Эконометрического общества на Всемирном конгрессе в Лондоне 20 августа 2005 года, и в Нобелевском симпозиуме Centennial в 2001 по поведенческой и экспериментальной экономике.
В сентябре 2013 года Камерер стал сотрудником агентства Макартур.

## Частичная библиография
- Камерер, Колин (2003). Поведенческая теория игр: эксперименты в области стратегического взаимодействия. Нью-Йорк, Нью-Йорк Принстон, Нью-Джерси: Фонд Расселл Сейдж Princeton University Press. ISBN 9780691090399.
- Камерер, Колин; Боулз, Самуэль; Хенрик, Джозеф; Бойд, Роберт; Фер, Эрнст; Гинтис, Герберт (2004). Основы человеческой социальности: экономических экспериментов и этнографических данных из пятнадцати небольших обществ. Оксфорд Нью-Йорк: Oxford University Press. ISBN 9780199262052.